# Jérémy Frick
Pour les articles homonymes, voir Frick.
Jérémy Frick, né le 8 mars 1993 à Genève, est un footballeur professionnel suisse jouant au poste de gardien de but, qui évolue au Servette FC.

## Biographie

### En club
L'Olympique lyonnais le prête au Servette FC.
Il quitte l'OL et rejoint le FC Bienne, pour un contrat de 2 saisons avec option,. Il raconte dans une interview qu'il a été très séduit par le projet du club seelandais. Il est laissé libre à la suite de la faillite du club en 2016.

#### Servette FC (depuis 2016)
En 2016, il retourne au Servette FC où il signe un contrat de 3 ans. En 2019, il prolonge son contrat de trois ans au Servette FC, soit jusqu'en 2022,. Lors de l'été 2020, il fait ses débuts en Coupe d'Europe avec le Servette FC, à l'occasion des tours préliminaires de la Ligue Europa. 
En octobre 2021, il se fait expulser lors du match Servette FC contre BSC Young Boys, match gagné 6-0 par YB,. 
En juillet 2021, il prolonge son contrat au club jusqu'en 2024,.
Le 18 octobre 2023, il prolonge son contrat avec le club grenat jusqu'en 2027.

### En équipe nationale
Jérémy Frick est sélectionné dans les équipes nationales de jeunes suisses, des moins de 15 ans jusqu'aux espoirs. Il reçoit notamment deux sélections avec les espoirs en 2013, lors de matchs amicaux contre la Slovaquie et l'Allemagne U20.
En avril 2023, il est convoqué par Murat Yakin pour la première fois en équipe nationale A à la suite du forfait de Gregor Kobel. Il jouera le rôle de 3e gardien,.

## Statistiques
| Saison                | Club                  | Championnat           | Championnat | Championnat | Coupe(s) nationale(s) | Coupe(s) nationale(s) | Total | Total |
| Saison                | Club                  | Division              | M.          | B.          | M.                    | B.                    | M.    | B.    |
| 2011-2012             | Olympique lyonnais B  | CFA                   | 4           | 0           | -                     | -                     | 4     | 0     |
| 2012-2013             | Olympique lyonnais B  | CFA                   | 19          | 0           | -                     | -                     | 19    | 0     |
| 2013-2014             | Olympique lyonnais B  | CFA                   | 20          | 0           | -                     | -                     | 20    | 0     |
| 2014-2015             | Olympique lyonnais B  | CFA                   | 4           | 0           | -                     | -                     | 4     | 0     |
| 2014-2015             | Servette FC (prêt)    | Challenge League      | 17          | 0           | -                     | -                     | 17    | 0     |
| Sous-total            | Sous-total            | Sous-total            | 64          | 0           | -                     | -                     | 64    | 0     |
| 2015-2016             | FC Bienne             | Challenge League      | 29          | 0           | -                     | -                     | 29    | 0     |
| Sous-total            | Sous-total            | Sous-total            | 29          | 0           | -                     | -                     | 29    | 0     |
| 2016-2017             | Servette FC           | Challenge League      | 24          | 0           | 1                     | 0                     | 25    | 0     |
| 2017-2018             | Servette FC           | Challenge League      | 27          | 0           | -                     | -                     | 27    | 0     |
| 2018-2019             | Servette FC           | Challenge League      | 31          | 0           | 2                     | 0                     | 33    | 0     |
| 2019-2020             | Servette FC           | Super League          | 31          | 0           | -                     | -                     | 31    | 0     |
| Sous-total            | Sous-total            | Sous-total            | 113         | 0           | 3                     | 0                     | 116   | 0     |
| Total sur la carrière | Total sur la carrière | Total sur la carrière | 206         | 0           | 3                     | 0                     | 209   | 0     |

## Palmarès
| Servette FC - Challenge League (1) : - Champion : 2018-19. |

| Servette FC - Coupe de Suisse (1) : - Champion : 2023-2024. |